# Piment tepin
Capsicum annuum var. glabriusculum
Variété
Classification phylogénétique
Le piment tepin (Capsicum annuum var. glabriusculum) est un des plus petits piments avec à peine un centimètre de longueur. Ce piment pousse à l’état sauvage du sud des États-Unis et du nord du Mexique jusqu'à l'Amérique du Sud.
Ses fruits sont rouges à maturité et ressemblent au piment cerise mais de plus petite taille.

## Synonyme
- Capsicum annuum